# Shin Soo-jung
Shin Soo-jung (en hangul, 신수정; Busan, 12 de febrero de 1984) es una actriz surcoreana.

## Vida personal
Nació en Busan el 12 de febrero de 1984. Se graduó en Matemáticas en 2002, en la Universidad Dong-Eui. Seguía así el deseo de sus padres, que querían que tuviera un trabajo estable, y preferiblemente como profesora. En 2018 declaró que aún daba clases particulares y que esto la había ayudado económicamente cuando no tenía trabajo como actriz.
Se casó el 17 de junio de 2017 en Grand Hill en Daechi-dong, Gangnam-gu, Seúl, con Kim Gye-hyun, el director ejecutivo de la que era entonces su agencia Maydin Entertainment. El noviazgo había durado un año y medio. Tienen una hija, Kim Tae-yeon, que nació el 19 de febrero de 2018.

## Carrera
Entró tardíamente en el mundo de la actuación. Cuando estaba en la escuela secundaria, participó en una audición celebrada en Busan a la que asistieron agencias de entretenimiento como SM y Daesung, y se convirtió en modelo publicitaria de Chungjungwon. Allí recibió ofertas de varias compañías de entretenimiento para convertirse en cantante en prácticas, pero la estricta oposición de sus padres hizo que abandonara este proyecto. Más adelante, una agencia la llamó mientras estaba en la universidad, y entonces convenció a sus padres: se mudó a Seúl después de terminar el tercer curso. Cuando llegó el momento de firmar un contrato, y como necesitaba ayuda para comprender los términos y condiciones del mismo, solicitó ayuda y le presentaron al escritor Choi Yoon-jeong, quien dirigía una agencia de guionistas y actores. Él la animó a convertirse en actriz, de modo que firmó un contrato con él y debutó así en la industria del entretenimiento.
Había trabajado ya como modelo de publicidad; su primer anuncio fue en 2006, para Samsung Electronics. En los años sucesivos ha seguido apareciendo esporádicamente en otras campañas publicitarias de marcas de cosméticos, bebidas energéticas y revistas de informática entre otras.
En su faceta de actriz, debutó en 2007 con un pequeño papel en la serie de SBS My Dearest Love. Desde entonces ha desarrollado su carrera como actriz secundaria, sobre todo en el medio televisivo. En 2010 apareció en la serie diaria de SBS Three Sisters, y su rostro se volvió bastante conocido. Pero, debido a su papel de villana en esta serie, continuó siendo elegida para papeles similares, y para evitar encasillarse abandonó el trabajo y se tomó una larga pausa, por lo que quedó olvidada por el público. Sin embargo, en 2014, se cambió a la agencia Maydin Entertainment y se produjo lo que la propia Shin considera un momento importante de su carrera, cuando coincidió con Lee Jung-eun en el rodaje de Only Love. Estaba atravesando esa etapa difícil, interrogándose sobre su futuro como actriz, y pudo contar con la guía y ayuda de Lee. Desde entonces la tiene como modelo no solo como actriz sino también en el trato con los colegas más jóvenes. Shin se casó, se tomó un nuevo descanso, y pocos años después volvió a la actuación.
En noviembre de 2018 firmó un contrato de representación exclusiva con la agencia Will Entertainment.
Sus papeles más destacados llegaron ya en los años veinte. En particular, Doctor Lawyer, Yonder y Bajo el paraguas de la reina en 2022. En esta última asume el papel de So-ui, una concubina real involucrada en la feroz batalla por la educación de los hijos del rey, y capaz de hacer cualquier cosa por su propio hijo. En 2023 tuvo también un papel destacado en Agency como Oh Soo-jin, la única amiga y médico psiquiatra de la protagonista Go Ah-in (Lee Bo-young).
En 2024 apareció como Yoon, la secretaria personal de la protagonista Oh Wan-soo (Kim Ha-neul) que se ocupa de la gestión de su agenda, el vestuario, los protocolos, etc., en la serie de Disney+ Cisne rojo.

## Filmografía

### Cine
| Año  | Título             | Hangul                  | Papel         | Notas | Ref. |
| ---- | ------------------ | ----------------------- | ------------- | ----- | ---- |
| 2015 | The Artist: Reborn | 아티스트: 다시 태어나다 | Subastadora   |       |      |
| 2018 | Miss Baek          | 미쓰백                  | Enfermera Sin |       |      |

### Series de televisión
| Año  | Título                       | Papel                   | Canal   | Notas     | Ref.          |
| ---- | ---------------------------- | ----------------------- | ------- | --------- | ------------- |
| 2007 | My Dearest Love              |                         | SBS     |           |               |
| 2007 | King and I                   |                         | SBS     |           |               |
| 2008 | Beethoven Virus              |                         | MBC     |           |               |
| 2010 | Three Sisters                | Ko Ji-young             | SBS     |           | [ 13 ] [ 14 ] |
| 2014 | Only Love                    | Hyeon-joo               | SBS     |           | [ 7 ]         |
| 2015 | D-Day                        | Im Seong-mi             | JTBC    |           |               |
| 2015 | Glamorous Temptation         | Empleada doméstica      | MBC     |           | [ 15 ]        |
| 2018 | My Secret Terrius            | Madre de Min-jun        | MBC     |           | [ 9 ] [ 16 ]  |
| 2020 | The Game: Towards Zero       |                         | MBC     |           |               |
| 2020 | Once Again                   | Park Ji-yeon            | KBS2    |           | [ 17 ]        |
| 2022 | I Have Not Done My Best      | Choo Won-ae             | tvN     |           | [ 18 ]        |
| 2022 | Doctor Lawyer                | Yoo Ga-yeon             | MBC     |           | [ 19 ] [ 20 ] |
| 2022 | Yonder                       | Kim Eun-hee             | TVING   | Serie web | [ 18 ] [ 21 ] |
| 2022 | Bajo el paraguas de la reina | Consorte real Kim So-ui | tvN     |           | [ 22 ] [ 11 ] |
| 2023 | Agency                       | Oh Soo-jin              | JTBC    |           | [ 21 ] [ 23 ] |
| 2024 | Cisne rojo                   | Secretaria Yoon         | Disney+ | Serie web | [ 24 ] [ 21 ] |